# Anatoli Marienhof
Anatoly Borísovich Marienhof o Mariengof (en ruso: Анато́лий Бори́сович Мариенго́ф; 24 de juniojul./ 6 de julio de 1897greg. – 24 de junio de 1962) fue un poeta, novelista, y dramaturgo ruso. Fue una de las figuras más destacadas del imaginismo. Hoy en día se le recuerda principalmente por sus memorias, en las que describe la vida literaria rusa de la década de 1920, y por su amistad con Serguéi Yesenin.

## Biografía
Anatoly Marienhof nació en el seno de una familia noble de Livonia en Nizhni Nóvgorod. Tras graduarse en el gymnasium en 1914, fue reclutado y sirvió durante la Primera Guerra Mundial en el frente oriental.
La carrera literaria de Marienhof comenzó en 1918, cuando participó en el manifiesto de los imaginistas "Deklaraciia", publicado en Vorónezh. El manifiesto también fue firmado por Yesenin y otros poetas de Moscú. Juntos, iniciaron un nuevo movimiento poético conocido como imaginismo. Marienhof participó en todas las acciones y publicaciones imaginistas y publicó una docena de libros de poesía bajo su propio nombre entre 1920 y 1928. Se convirtió en amigo íntimo de Yesenin, con quien compartió piso durante algunos meses. Marienhof es el dedicatario de algunas de las principales obras de Yesenin, entre ellas el importante poema Sorokoust, la obra de teatro Pugachov y el tratado sobre poética Maria's Keys.
Marienhof ganó aún más renombre con sus controvertidas obras de ficción: "The Novel without Lies" (1926) y "The Cynics" (1928). La primera presentaba sus recuerdos ficticios (aunque en gran parte precisos) de su amistad con Sergei Yesenin; la segunda era una historia sobre la vida de los jóvenes intelectuales durante la revolución y el comunismo de guerra. Ambas fueron objeto de duras críticas en la prensa soviética. Los cínicos se publicó en Berlín (Petrópolis) y no aparecería en la Unión Soviética hasta 1988.
Tras la publicación de su última novela, "Shaved Man", en 1930 en Berlín, y de partes de su novela histórica "Ekaterina" (1936), Marienhof se vio reducido a escribir para el teatro y más tarde para la radio, sin ninguna esperanza de volver a publicar. Las obras de Yesenin fueron editadas en la URSS durante un largo periodo de tiempo para omitir las dedicatorias a Marienhof.
En sus últimos años, tras la muerte de Iósif Stalin, Marienhof escribió principalmente memorias, que se publicaron varias décadas después de su muerte en 1962.

## Traducciones en inglés
- Cynics, (Novela), Hyperion Press, 1973.
- A Novel Without Lies, (Memoria), Glas, 2000.

## Literatura
Tomi Huttunen. Imazhinist Mariengof: Dandy. Montage. Cynics. Moscow: Novoe Literaturnoe Obozrenie. 2007.